# Бальзанников, Михаил Иванович
Михаи́л Ива́нович Бальза́нников (род. 9 декабря 1956, Чапаевск, Куйбышевская область, РСФСР, СССР) — советский и российский учёный-гидротехник, кандидат технических наук (1986), а затем доктор технических наук (1997), доцент (1989), а затем профессор (1998), советник РААСН, академик Международной академии наук экологии и безопасности жизнедеятельности (МАНЭБ), академик Российской экологической академии (с 1998), академик Международной энергетической академии (с 1995), действительный член самарского отделения общероссийской общественной организации «Российское общество инженеров строительства» (СОРОИС; с 2008), почётный строитель России, почётный работник высшего профессионального образования Российской Федерации, заслуженный работник высшей школы Российской Федерации, экс-ректор Самарской государственной архитектурно-строительной академии — Самарского государственного архитектурно-строительного университета (1 ноября 2002 — 31 августа 2016), бывший вице-президент Ассоциации строительных ВУЗов (АСВ), экс-проректор по архитектурно-строительному образованию СамГТУ (1 сентября 2016 — 31 августа 2017), экс-директор архитектурно-строительного института (АСИ) СамГТУ (1 сентября 2016 — октябрь 2017), ныне — директор института экономики и управления строительства и ЖКХ СГЭУ и профессор кафедры экономики, организации и стратегии развития предприятия СГЭУ.

## Биография и карьера
Михаил Бальзанников родился 9 декабря 1956 года в г. Чапаевск Куйбышевской (ныне — Самарской) области.
В 1974 году окончил среднюю школу.
В 1979 году с отличием окончил гидротехнический факультет Куйбышевского инженерно-строительного института по специальности «Гидротехническое строительство речных сооружений и гидроэлектростанций».
С 1983 по 1986 год обучался в аспирантуре на кафедре использования водной энергии Ленинградского ордена Ленина политехнического института им. М. И. Калинина.
С 1987 года занимался научно-педагогической деятельностью на кафедре природного и гидротехнического строительства КуИСИ.
С 1994 по 1999 год занимал должность проректора, а затем до 2002 года — первого проректора СамГАСА.
С 2002 и вплоть до реорганизации Самарского государственного архитектурно-строительного университета в 2016 году занимал должность ректора этого университета.
В 2007 году был удостоен почётного звания «Заслуженный работник высшей школы Российской Федерации».

### Защита диссертаций
В 1986 году в Ленинграде под руководством доктора технических наук, профессора Юрия Васильева защитил диссертацию на тему «Новые конструкции и результаты лабораторных исследований водоприемных устройств гидроэнергетических установок», представленную на соискание учёной степени кандидата технических наук по научной специальности 05.14.10 — Гидроэлектростанции и гидротехнические установки. В 1987 году была присуждена учёная степень кандидата технических наук.
В 1996 году в Санкт-Петербурге защитил диссертацию на тему «Технические средства и методы эффективного использования систем ГАЭС-ВЭС», представленную на соискание учёной степени доктора технических наук по научным специальностям 05.14.16 — Технические средства и методы защиты окружающей среды и 05.14.10 — Гидроэлектростанции и гидротехнические установки. Докторская диссертация была выполнена без научного консультанта. Официальными оппонентами выступили доктор технических наук, профессор Арефьев Николай Викторович, доктор технических наук, профессор Михайлов Иван Евграфович (профессор кафедры использования водной энергии (ИВЭ) МГСУ), доктор технических наук, профессор Григорьев Виктор Иванович, ведущей организацией — АО «ВНИИГ им. Б. Е. Веденеева». Защита диссертации состоялась 29 октября 1996 года в 16:00 на заседании диссертационного совета на базе СПбГТУ. В 1997 году по результатам защиты приказом ВАК при Минобрнауки России присуждена учёная степень доктора технических наук.

### Деятельность в диссертационном совете
В бытность ректором СГАСУ Михаил Бальзанников возглавлял диссертационный совет Д 212.213.02 на базе СГАСУ, в котором были представлены 2 научные специальности: 05.23.04 — Водоснабжение, канализация, строительные системы охраны водных ресурсов и 05.23.07 — Гидротехническое строительство. В диссовете Михаил Бальзанников представлял научную специальность 05.23.07 — Гидротехническое строительство. Диссовет действовал с 2013 г., когда он был создан приказом Минобрнауки России от 9 апреля 2013 г. № 192/нк, до 19.11.2016, когда его деятельность была прекращена на основании приказа Минобрнауки России от 14 октября 2016 г. № 1258/нк.
Под руководством Михаила Бальзанникова было защищено много диссертаций, среди которых, например, диссертация нынешнего заведующего кафедрой природоохранного и гидротехнического строительства (ПГТС) ФИСПОС АСА СамГТУ, кандидата технических наук (2004), доцента (2007) Евдокимова Сергея Владимировича (2004) и диссертация нынешнего доцента кафедры природоохранного и гидротехнического строительства (ПГТС) ФИСПОС АСА СамГТУ и кафедры автомобильных дорог и геодезического сопровождения строительства (АДиГСС) ФПГС АСА СамГТУ, кандидата технических наук (2010), доцента (2018) Селивёрстова Владимира Александровича (2010). Обе диссертации были представлены на соискание учёной степени кандидата технических наук по научной специальности 05.14.08 — Энергоустановки на основе возобновляемых видов энергии.
Нынешний доцент кафедры природоохранного и гидротехнического строительства (ПГТС) ФИСПОС АСА СамГТУ и кафедры автомобильных дорог и геодезического сопровождения строительства (АДиГСС) ФПГС АСА СамГТУ, кандидат технических наук (2012), доцент (2018) Родионов Максим Владимирович (2012), а также Шакарна Салех (2012) также защитили кандидатские под руководством Бальзанникова М. И., но уже по научной специальности 05.23.07 — Гидротехническое строительство.
Михаил Бальзанников также выступал официальным оппонентом по различным диссертациям, например, по диссертации Атаманчука Алексея Вячеславовича (2005), представленной на соискание учёной степени кандидата технических наук по научной специальности 05.23.01 — Строительные конструкции, здания и сооружения, по диссертации Мирошниковой Юлии Александровны (2013), представленной на соискание учёной степени кандидата технических наук по научной специальности 05.14.08 — Энергоустановки на основе возобновляемых видов энергии.

### Хронология преподавательской и административной деятельности
- 1979—1983 — ассистент Куйбышевского инженерно-строительного института им. А. И. Микояна — Куйбышевского ордена «Знак Почёта» инженерно-строительного института им. А. И. Микояна[1]
- 1983—1986 — аспирант Ленинградского политехнического института[1][2]
- 1987—1989 — ассистент Куйбышевского ордена «Знак Почёта» инженерно-строительного института им. А. И. Микояна[1]
- 1989—1994 — доцент Куйбышевского ордена «Знак Почёта» инженерно-строительного института им. А. И. Микояна — Куйбышевского ордена «Знак Почёта» архитектурно строительного института им. А. И. Микояна — Самарского ордена «Знак Почёта» архитектурно строительного института им. А. И. Микояна[1]
- 1994—1999 — проректор Самарского ордена «Знак Почёта» архитектурно строительного института им. А. И. Микояна — Самарской государственной архитектурно-строительной академии[1][2][8]
- 1999—2002 — первый проректор Самарской государственной архитектурно-строительной академии[1][2][7][8]
- 1999—2016 — заведующий кафедрой природоохранного и гидротехнического строительства (ПГТС) Самарской государственной архитектурно-строительной академии — Самарского государственного архитектурно-строительного университета[1][8]
- 2002—2016 — ректор Самарской государственной архитектурно-строительной академии — Самарского государственного архитектурно-строительного университета[1][2][8]
- 2016—2017 — проректор по архитектурно-строительному образованию СамГТУ, директор архитектурно-строительного института (АСИ) СамГТУ[18], профессор кафедры ПГТС факультета инженерных систем и природоохранного строительства (ФИСПОС) АСИ СамГТУ
- 2017 — н. в. — директор института экономики и управления строительства и ЖКХ СГЭУ[11] и профессор кафедры экономики, организации и стратегии развития предприятия СГЭУ[9]

## Награды и звания

### Государственные награды
- нагрудный знак «Почётный строитель России»[1][2]
- нагрудный знак «Почётный работник высшего профессионального образования Российской Федерации»[1][2]
- 20 августа 2007 — почётное звание «Заслуженный работник высшей школы Российской Федерации»[2][9] — «за заслуги в научно-педагогической деятельности и большой вклад в подготовку квалифицированных специалистов»[13]
- почётная грамота Министерства образования и науки Российской Федерации[19]

### Награды общественных организаций и фондов
- почётное звание «Заслуженный деятель науки и образования» (Российская академия естествознания)[20]
- медаль им. А. Нобеля (Российская академия естествознания)[20]
- нагрудный знак «Орден В. И. Вернадского» (неправительственный экологический фонд им. В. И. Вернадского)

### Региональные награды
- лауреат премии Губернатора Самарской области за выдающиеся результаты в решении технических проблем (за активную и плодотворную научную деятельность и участие в решении социально-экономических задач развития Самарской области)[2]
- почётный знак Самарской губернской думы «За служение закону»
- почётная грамота Правительства Самарской области «За добросовестный труд, большой личный вклад в подготовку кадров»[2]
- медаль «XV лет МЧС» главного управления МЧС России по Самарской области[2]
- нагрудный знак «За вклад в развитие Государственной противопожарной службы МЧС России по Самарской области»[19]
- почётная грамота и нагрудный знак III степени «За заслуги перед городом Самара»[2]

## Интересы
Увлекается рыбной ловлей.

## Избранная библиография

### Монографии
- Бальзанников, М. И. Развитие образования и научных исследований в области гидротехнического строительства: монография / М. И. Бальзанников, В. А. Шабанов. — Самара: СГАСУ, 2004. — 72 с. — ISBN 5-9585-0048-1.

### Учебные пособия
- Бальзанников, М. И. Энергоустановки на основе нетрадиционных возобновляемых источников энергии: учебное пособие / М. И. Бальзанников. — Самара: СГАСУ, 1997. — 68 с. — ISBN 5-230-07441-8.
- Бальзанников, М. И. Утилизация и переработка твердых отходов: курс лекций: учебное пособие / М. И. Бальзанников, А. А. Орлова, С. В. Евдокимов. — Самара: СГАСУ, 2006. — 85 с.
- Бальзанников, М. И. Сооружения деривационной ГЭС. Выбор основных параметров и их расчет: учебное пособие / М. И. Бальзанников, С. В. Евдокимов, А. А. Орлова. — Москва: Издательский дом МЭИ, 2007. — 62 с. — ISBN 978-5-383-00031-1.
- Бальзанников, М. И. Возобновляемые источники энергии: аспекты комплексного использования: учебное пособие / М. И. Бальзанников, В. В. Елистратов. — Самара: Офорт, 2008. — 331 с. — ISBN 978-5-473-00366-6.
- Регулирование речного стока и расчет установленной мощности ГЭС: учебное пособие / М. И. Бальзанников, С. В. Евдокимов, В. А. Селиверстов, А. А. Орлова. — Самара: СГАСУ, 2014. — 56 с. — ISBN 978-5-9585-0596-8.
- Проектирование гидроэлектростанции: учебное пособие / С. В. Евдокимов, М. И. Бальзанников, А. А. Орлова, В. А. Селиверстов. — Самара: СамГТУ, 2019. — 87 с.

### Методические указания
- Экологическая экспертиза и оценка воздействия на окружающую среду: методические указания / Сост.: М. И. Бальзанников, С. В. Евдокимов. — Самара: СГАСУ, 2006. — 66 с.
- Методики расчета объёмов образования отходов: методические указания / Сост.: М. И. Бальзанников, А. А. Орлова, С. В. Евдокимов. — Самара: СГАСУ, 2007. — 51 с.
- Расчет класса опасности и класса токсичности отходов в окружающей среде: методические указания / Сост.: М. И. Бальзанников, А. А. Орлова, С. В. Евдокимов. — Самара: СГАСУ, 2008. — 36 с.